# NGC 4869
NGC 4869 is een elliptisch sterrenstelsel in het sterrenbeeld Hoofdhaar. Het hemelobject werd op 11 april 1785 ontdekt door de Duits-Britse astronoom William Herschel.

## Synoniemen
- MCG 5-31-65
- ZWG 160.225
- DRCG 27-105
- PGC 44587